# Rondine (tatuaggio)

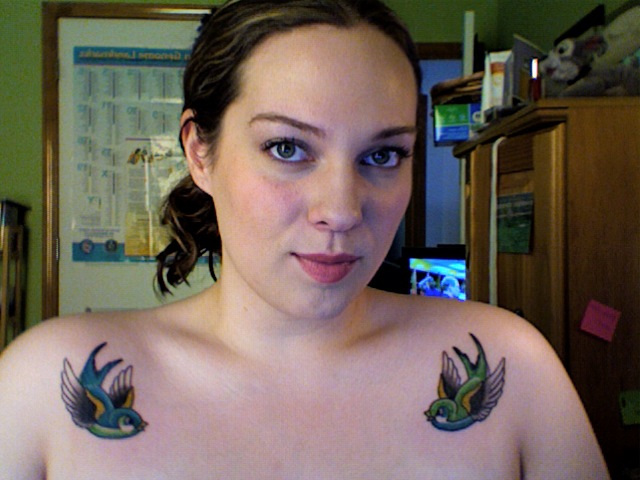
Una ragazza con due rondini tatuate.

Il tatuaggio della rondine è un simbolo del tatuaggio old school, usato tradizionalmente dai marinai, per mostrare la loro esperienza di navigazione. Di origine britannica, veniva solitamente tatuata sul petto, sulle mani o sul collo.  

## Descrizione
Secondo una leggenda, un marinaio tatuato con una rondine aveva percorso oltre 5000 miglia nautiche (9260 chilometri), mentre un marinaio con due rondini ne aveva percorse 10000 (18520 chilometri). Percorrere queste grandi distanze era estremamente difficile e pericoloso. Quindi uno o più tatuaggi che ritraevano una rondine denotavano un marinaio molto esperto.
Un'altra leggenda sostiene che, poiché le rondini tornano nello stesso luogo ogni anno per accoppiarsi e nidificare, la rondine garantiva al marinaio di tornare a casa sano e salvo. Un marinaio faceva tatuare una rondine prima di partire per un viaggio e la seconda rondine veniva tatuata al ritorno. Essa simboleggiava anche la famiglia ed era un portafortuna. alla fine del loro turno di servizio, al ritorno al loro porto di origine.
Un'altra leggenda, proveniente dalla Royal Navy e dalla marina mercantile britannica, narra che una rondine tatuata tra il pollice e l'indice di ciascuna mano denotava che il marinaio aveva navigato intorno a Capo Horn. Questo tatuaggio è posseduto dal comico Billy Connolly, che conosce la leggenda, ma ammette di non aver mai navigato intorno a Capo Horn e che semplicemente gli piace il soggetto.